# DDR-Einzelmeisterschaft im Schach 1981
Die 30. DDR-Einzelmeisterschaft im Schach fand vom 14. bis 27. Februar 1981 in Fürstenwalde statt.
Die Teilnehmer hatten sich über das sogenannte Dreiviertelfinale sowie ein System von Vorberechtigungen und Freiplätzen für diese Meisterschaft qualifiziert. Schiedsrichter waren Johannes Hoffmann (Damen) und Wolfgang Müller (Herren). 

## Meisterschaft der Herren
Das Finalfeld der DDR-Meisterschaft wurde auf 14 Starter reduziert. Großmeister Wolfgang Uhlmann holte bei der 30. Austragung seinen 8. Titel, damit hatte er mehr als ein Viertel aller DDR-Meisterschaften gewonnen. Auf den folgenden Plätzen rangieren die weiteren Favoriten. Unter den Spielern ohne internationalen Titel verbesserte sich vor allem der spätere IM Gernot Gauglitz.

### Abschlusstabelle
|    | Teilnehmer                              | 01 | 02 | 03 | 04 | 05 | 06 | 07 | 08 | 09 | 10 | 11 | 12 | 13 | 14 | Punkte |
| -- | --------------------------------------- | -- | -- | -- | -- | -- | -- | -- | -- | -- | -- | -- | -- | -- | -- | ------ |
| 01 | Wolfgang Uhlmann (Post Dresden)         |    | 0  | 1  | 1  | ½  | 1  | 0  | 1  | 1  | 1  | 1  | 1  | 1  | 1  | 10½    |
| 02 | Lutz Espig (Greika Greiz)               | 1  |    | 0  | ½  | ½  | ½  | 1  | 1  | ½  | 1  | 1  | 1  | 1  | ½  | 09½    |
| 03 | Rainer Knaak (SG Leipzig)               | 0  | 1  |    | ½  | 1  | 1  | 1  | 0  | 0  | 1  | 1  | 1  | 0  | 1  | 08½    |
| 04 | Uwe Bönsch (Buna Halle-Neustadt)        | 0  | ½  | ½  |    | ½  | 0  | 1  | 1  | 1  | 1  | 0  | 0  | 1  | 1  | 07½    |
| 05 | Hans-Ulrich Grünberg (Post Schwerin)    | ½  | ½  | 0  | ½  |    | 1  | ½  | 1  | ½  | 1  | ½  | ½  | 0  | 1  | 07½    |
| 06 | Gernot Gauglitz (Post Dresden)          | 0  | ½  | 0  | 1  | 0  |    | 1  | ½  | 0  | 1  | 1  | 1  | 0  | 1  | 07     |
| 07 | Helmut Roßmann (Medizin Neubrandenburg) | 1  | 0  | 0  | 0  | ½  | 0  |    | 0  | 1  | 0  | 1  | 1  | 1  | 1  | 06½    |
| 08 | Thomas Casper (Vorwärts Strausberg)     | 0  | 0  | 1  | 0  | 0  | ½  | 1  |    | 1  | 1  | ½  | 0  | 1  | ½  | 06½    |
| 09 | Peter Enders (Funkwerk Erfurt)          | 0  | ½  | 1  | 0  | ½  | 1  | 0  | 0  |    | 1  | 0  | 0  | 1  | 1  | 06     |
| 10 | Raj Tischbierek (SG Leipzig)            | 0  | 0  | 0  | 0  | 0  | 0  | 1  | 0  | 0  |    | 1  | 1  | 1  | 1  | 05     |
| 11 | Klaus Müller (Greika Greiz)             | 0  | 0  | 0  | 1  | ½  | 0  | 0  | ½  | 1  | 0  |    | 1  | 1  | 0  | 05     |
| 12 | Thomas Pähtz (Funkwerk Erfurt)          | 0  | 0  | 0  | 1  | ½  | 0  | 0  | 1  | 1  | 0  | 0  |    | 1  | 0  | 04½    |
| 13 | Jörg Pachow (Aktivist Schwarze Pumpe)   | 0  | 0  | 1  | 0  | 1  | 1  | 0  | 0  | 0  | 0  | 0  | 0  |    | ½  | 03½    |
| 14 | Wolfram Heinig (SG Leipzig)             | 0  | ½  | 0  | 0  | 0  | 0  | 0  | ½  | 0  | 0  | 1  | 1  | ½  |    | 03½    |

### Dreiviertelfinale
Das Dreiviertelfinale der Herren fand vom 28. Juli bis 1. August 1980 in der Sportschule des Ostseebades Rerik statt. Das Feld war auf drei Achter-Gruppen verkleinert und das Turnier drastisch verkürzt worden, so dass an zwei Tagen doppelrundig (ggf. zusätzlich Hängepartien) gespielt werden musste. Die äußeren Umstände waren nicht adäquat für ein hochrangiges Schachturnier. Hauptschiedsrichter war Werner Schreyer. 
Gruppe A
|   | Teilnehmer                               | 01 | 02 | 03 | 04 | 05 | 06 | 07 | 08 | Punkte |
| - | ---------------------------------------- | -- | -- | -- | -- | -- | -- | -- | -- | ------ |
| 1 | Peter Enders (Funkwerk Erfurt)           |    | 1  | 1  | 1  | 0  | 1  | 1  | ½  | 5      |
| 2 | Wolfram Heinig (SG Leipzig)              | 0  |    | ½  | 1  | ½  | 1  | 1  | 1  | 5      |
| 3 | Heinz Liebert (Buna Halle-Neustadt)      | ½  | ½  |    | ½  | 1  | 1  | ½  | 1  | 5      |
| 4 | Klaus Berndt (Fortschritt Cottbus)       | 0  | 0  | ½  |    | ½  | ½  | 1  | 1  | 3½     |
| 5 | Eckhard Jeske (Schiffahrt/Hafen Rostock) | 1  | ½  | 0  | ½  |    | 0  | ½  | ½  | 3      |
| 6 | Günter Walter (Lok Brandenburg)          | 0  | 0  | 0  | ½  | 1  |    | 0  | 1  | 2½     |
| 7 | Manfred Lange (WBK 67 Halle-Neustadt)    | 0  | 0  | ½  | 0  | ½  | 1  |    | ½  | 2½     |
| 8 | Frank Tenner (Rotation Schwedt)          | ½  | 0  | 0  | 0  | ½  | 0  | ½  |    | 1½     |

Gruppe B
|   | Teilnehmer                                    | 01 | 02 | 03 | 04 | 05 | 06 | 07 | 08 | Punkte |
| - | --------------------------------------------- | -- | -- | -- | -- | -- | -- | -- | -- | ------ |
| 1 | Thomas Casper (Vorwärts Strausberg)           |    | ½  | ½  | 1  | 1  | 1  | 1  | 1  | 6      |
| 2 | Gernot Gauglitz (Post Dresden)                | ½  |    | 1  | 1  | 1  | 1  | ½  | ½  | 5½     |
| 3 | Steffen Lamm (Greika Greiz)                   | ½  | 0  |    | 0  | 1  | 1  | 1  | 1  | 4½     |
| 4 | Jens Lang (Vorwärts Blankenfelde)             | 0  | 0  | 1  |    | 0  | 1  | ½  | 1  | 3½     |
| 5 | Manfred Böhnisch (SG Leipzig)                 | 0  | 0  | 0  | 1  |    | 1  | 1  | ½  | 3½     |
| 6 | Christian Steudtmann (Lok/TH Karl-Marx-Stadt) | 0  | 0  | 0  | 0  | 0  |    | 1  | 1  | 2      |
| 7 | Dirk Poldauf (SGS Stralsund)                  | 0  | ½  | 0  | ½  | 0  | 0  |    | 1  | 2      |
| 8 | Alfred Weigelt (Aufbau Börde Magdeburg)       | 0  | ½  | 0  | 0  | ½  | 0  | 0  |    | 1      |

Gruppe C
|   | Teilnehmer                              | 01 | 02 | 03 | 04 | 05 | 06 | 07 | 08 | Punkte |
| - | --------------------------------------- | -- | -- | -- | -- | -- | -- | -- | -- | ------ |
| 1 | Klaus Müller (Greika Greiz)             |    | 1  | ½  | 1  | ½  | ½  | 1  | 1  | 5½     |
| 2 | Helmut Roßmann (Medizin Neubrandenburg) | 0  |    | ½  | 1  | 1  | 1  | 1  | ½  | 5      |
| 3 | Peter Hesse (Motor SO Magdeburg)        | ½  | ½  |    | ½  | 1  | 1  | ½  | ½  | 4½     |
| 4 | Morten Weyrich (Lok Schwerin)           | 0  | 0  | ½  |    | 1  | ½  | 1  | 1  | 4      |
| 5 | Michael Recknagel (Motor Suhl)          | ½  | 0  | 0  | 0  |    | ½  | 1  | 1  | 3      |
| 6 | Udo Evers (Post Dresden)                | ½  | 0  | 0  | ½  | ½  |    | ½  | 1  | 3      |
| 7 | Horst Broberg (SG Leipzig)              | 0  | 0  | ½  | 0  | 0  | ½  |    | 1  | 2      |
| 8 | Jörg Seils (Lok Berlin Oberspree)       | 0  | ½  | ½  | 0  | 0  | 0  | 0  |    | 1      |

## Meisterschaft der Damen
Nach mehreren Medaillenplätzen war diesmal der Weg für Annett Michel frei. Brigitte Burchardt (früher Hofmann) fehlte als einzige DDR-Spitzenspielerin, Petra Feustel hatte die DDR inzwischen verlassen und Titelverteidigerin Ulricke Seidemann war völlig außer Form. 

### Abschlusstabelle
|    | Teilnehmer                          | 01 | 02 | 03 | 04 | 05 | 06 | 07 | 08 | 09 | 10 | 11 | 12 | 13 | 14 | Punkte |
| -- | ----------------------------------- | -- | -- | -- | -- | -- | -- | -- | -- | -- | -- | -- | -- | -- | -- | ------ |
| 01 | Annett Michel (Buna Halle-Neustadt) |    | 1  | 1  | ½  | ½  | 1  | 1  | 1  | 1  | ½  | ½  | 1  | 1  | ½  | 10½    |
| 02 | Iris Bröder (Buna Halle-Neustadt)   | 0  |    | 0  | 1  | 1  | ½  | 0  | 1  | 1  | 1  | 1  | 1  | 1  | 1  | 09½    |
| 03 | Eveline Nünchert (PH Potsdam)       | 0  | 1  |    | 1  | ½  | ½  | ½  | 1  | ½  | ½  | 1  | 1  | 1  | ½  | 09     |
| 04 | Martina Keller (MK Allstedt)        | ½  | 0  | 0  |    | 1  | 0  | ½  | ½  | 1  | 1  | 1  | 1  | 1  | 1  | 08½    |
| 05 | Ines Starck (AdW Berlin)            | ½  | 0  | ½  | 0  |    | 1  | 1  | ½  | ½  | 1  | 1  | 1  | ½  | 1  | 08½    |
| 06 | Constanze Jahn (Post Crimmitschau)  | 0  | ½  | ½  | 1  | 0  |    | 1  | ½  | ½  | 1  | 1  | 1  | ½  | 1  | 08½    |
| 07 | Heidrun Bade (PH Potsdam)           | 0  | 1  | ½  | ½  | 0  | 0  |    | ½  | 1  | ½  | ½  | ½  | 1  | ½  | 06½    |
| 08 | Sylvia Wenzel (TSG Wittenberg)      | 0  | 0  | 0  | ½  | ½  | ½  | ½  |    | ½  | 1  | 1  | 0  | ½  | 1  | 06     |
| 09 | Ulricke Seidemann (PH Potsdam)      | 0  | 0  | ½  | 0  | ½  | ½  | 0  | ½  |    | ½  | ½  | 1  | ½  | 1  | 05½    |
| 10 | Gabriele Just (Lok Mitte Leipzig)   | ½  | 0  | ½  | 0  | 0  | 0  | ½  | 0  | ½  |    | 1  | 0  | 1  | ½  | 04½    |
| 11 | Sonja Wolff (Metall Gera)           | ½  | 0  | 0  | 0  | 0  | 0  | ½  | 0  | ½  | 0  |    | ½  | 1  | 1  | 04     |
| 12 | Christine Espig (Greika Greiz)      | 0  | 0  | 0  | 0  | 0  | 0  | ½  | 1  | 0  | 1  | ½  |    | 0  | ½  | 03½    |
| 13 | Gudula Jahn (Buna Halle-Neustadt)   | 0  | 0  | 0  | 0  | ½  | ½  | 0  | ½  | ½  | 0  | 0  | 1  |    | ½  | 03½    |
| 14 | Irene Winter (Motor Weimar)         | ½  | 0  | ½  | 0  | 0  | 0  | ½  | 0  | 0  | ½  | 0  | ½  | ½  |    | 03     |

### Dreiviertelfinale
Das Dreiviertelfinale der Damen fand vom 14. bis 19. Juli 1980 in Cottbus statt. Hauptschiedsrichter war Kurt Roigk. Gespielt wurde im Internat einer Medizinischen Fachschule.
Gruppe A
|   | Teilnehmer                                  | 01 | 02 | 03 | 04 | 05 | 06 | 07 | 08 | Punkte |
| - | ------------------------------------------- | -- | -- | -- | -- | -- | -- | -- | -- | ------ |
| 1 | Ines Starck (AdW Berlin)                    |    | 1  | ½  | 1  | ½  | 1  | 1  | 1  | 6      |
| 2 | Heidrun Bade (PH Potsdam)                   | 0  |    | 1  | ½  | 1  | ½  | 1  | 1  | 5      |
| 3 | Irene Winter (Motor Weimar)                 | ½  | 0  |    | 1  | ½  | ½  | 1  | ½  | 4      |
| 4 | Gerda Kriependorf (TH Magdeburg)            | 0  | ½  | 0  |    | ½  | 1  | ½  | 1  | 3½     |
| 5 | Lieselotte Janssen (Motor Leipzig-Lindenau) | ½  | 0  | ½  | ½  |    | 0  | ½  | 1  | 3      |
| 6 | Hannelore Liebs (Medizin Görlitz)           | 0  | ½  | ½  | 0  | 1  |    | ½  | 0  | 2½     |
| 7 | Karin Timme (Rotation Schwedt)              | 0  | 0  | 0  | ½  | ½  | ½  |    | 1  | 2½     |
| 8 | B. Schmelsky (Einheit Freiberg)             | 0  | 0  | ½  | 0  | 0  | 1  | 0  |    | 1½     |

Gruppe B
|   | Teilnehmer                        | 01 | 02 | 03 | 04 | 05 | 06 | 07 | 08 | Punkte |
| - | --------------------------------- | -- | -- | -- | -- | -- | -- | -- | -- | ------ |
| 1 | Iris Bröder (Lok Halle)           |    | ½  | 1  | ½  | 1  | 1  | 1  | 1  | 6      |
| 2 | Gudula Jahn (Post Crimmitschau)   | ½  |    | ½  | ½  | ½  | 1  | 1  | 1  | 5      |
| 3 | Sonja Wolff (Metall Gera)         | 0  | ½  |    | 0  | ½  | 1  | 1  | 1  | 4      |
| 4 | Kirsten Kowalewski (Lok Rostock)  | ½  | ½  | 1  |    | ½  | 0  | 1  | ½  | 4      |
| 5 | Vera Kunath (Einheit Meiningen)   | 0  | ½  | ½  | ½  |    | ½  | ½  | 1  | 3½     |
| 6 | Sabine Heinig (Traktor Ehrenberg) | 0  | 0  | 0  | 1  | ½  |    | ½  | 1  | 3      |
| 7 | Doris Linke (AdW Berlin)          | 0  | 0  | 0  | 0  | ½  | ½  |    | 1  | 2      |
| 8 | B. Wulff (Post Ludwigslust)       | 0  | 0  | 0  | ½  | 0  | 0  | 0  |    | 0½     |

Gruppe C
|   | Teilnehmer                          | 01 | 02 | 03 | 04 | 05 | 06 | 07 | 08 | Punkte |
| - | ----------------------------------- | -- | -- | -- | -- | -- | -- | -- | -- | ------ |
| 1 | Anette Kühlmann (Stahl Blankenburg) |    | ½  | 1  | ½  | 1  | ½  | 1  | 1  | 5½     |
| 2 | Sylvia Wenzel (TSG Wittenberg)      | ½  |    | 0  | ½  | 1  | 1  | 1  | 1  | 5      |
| 3 | Christine Espig (Greika Greiz)      | 0  | 1  |    | ½  | 1  | ½  | ½  | 1  | 4½     |
| 4 | Hannelore Kube (Medizin Erfurt)     | ½  | ½  | ½  |    | 0  | 1  | 1  | ½  | 4      |
| 5 | Jutta Scholz (PH Potsdam)           | 0  | 0  | 0  | 1  |    | 1  | 1  | ½  | 3½     |
| 6 | Petra von der Weth (Motor Suhl)     | ½  | 0  | ½  | 0  | 0  |    | 1  | 1  | 3      |
| 7 | Inge Rollwitz (Vorwärts Stallberg)  | 0  | 0  | ½  | 0  | 0  | 0  |    | 1  | 1½     |
| 8 | Christa Löwa (Lok RAW Cottbus)      | 0  | 0  | 0  | ½  | ½  | 0  | 0  |    | 1      |

## Jugendmeisterschaften
| Altersklasse | männlich                                  | weiblich                                |
| ------------ | ----------------------------------------- | --------------------------------------- |
| 07/08        | Ronny Fischer (Fortschritt Coswig)        | Vera Fritsch (Wissenschaft Gatersleben) |
| 09/10        | Dirk Rosenthal (TSG Oberschöneweide)      | Sylke Germann (Chemie Guben)            |
| 11/12        | Thomas Luther (Medizin Erfurt)            | Claudia Heyme (ASP Hoyerswerda)         |
| 13/14        | Mathias Womacka (Lok Karl-Marx-Stadt)     | Claudia Prußas (MoGoNo Leipzig)         |
| 15/16        | Robert Jaster (Schifffahrt/Hafen Rostock) | Karin Timme (Rotation Schwedt)          |
| 17/18        | Frank Belke (Post Dresden)                | Constanze Jahn (Post Crimmitschau)      |